# The Knee Jerk Reaction
The Knee Jerk Reaction. är det svenska skabandet Mobsters debutalbum, utgivet 2008 på AMTY Records. Skivnummer: AMTY013

## Låtlista
Samtliga låtar skrivna av Nutty AnDead förutom (*).
1. "This Fire"
2. "I Could Be Wrong"
3. "High & Dry"
4. "A Thin Blue Line"
5. "Rudies Are The Greatest" (The Pioneers*)
6. "Oneeyed & Brainless"
7. "Sleepwalkers"
8. "My Lucky Day"
9. "Sleeping With The Cynics"
10. "Nose To The Grindstone"
11. "Down Memory Lane"
12. "Stupido"
13. "The Gambit"

## Medverkande
- Anders Jeppsson - Kör & Leadgitarr
- Peter Örtberg - Trummor
- Tobias Jarl - Orgel & Elpiano
- Nick Anderberg - Bas, Kör & Percussion
- Mike Salonen - Sång, Gitarr, Orgel & Percussion

Gäster:
- Peter Stjernfeldt - Trombon
- Jonas Karlsson - Trombon
- Linda Byqvist - Trumpet